# Altona (Hamburg)

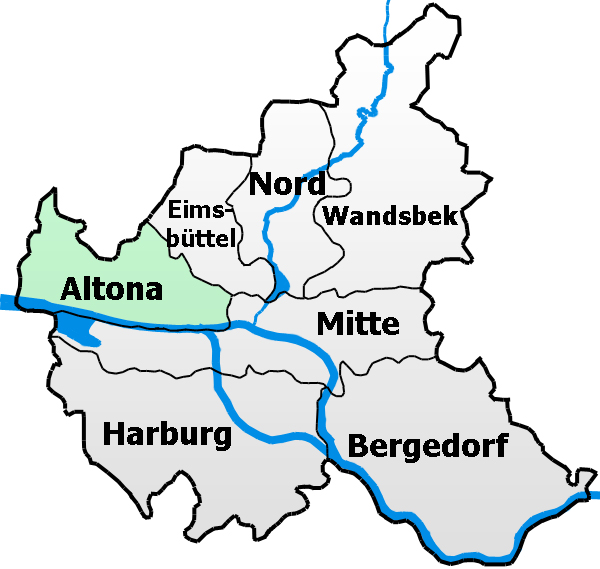
Mapa Hamburga z podziałem na okręgi administracyjne

Dzielnice Altony

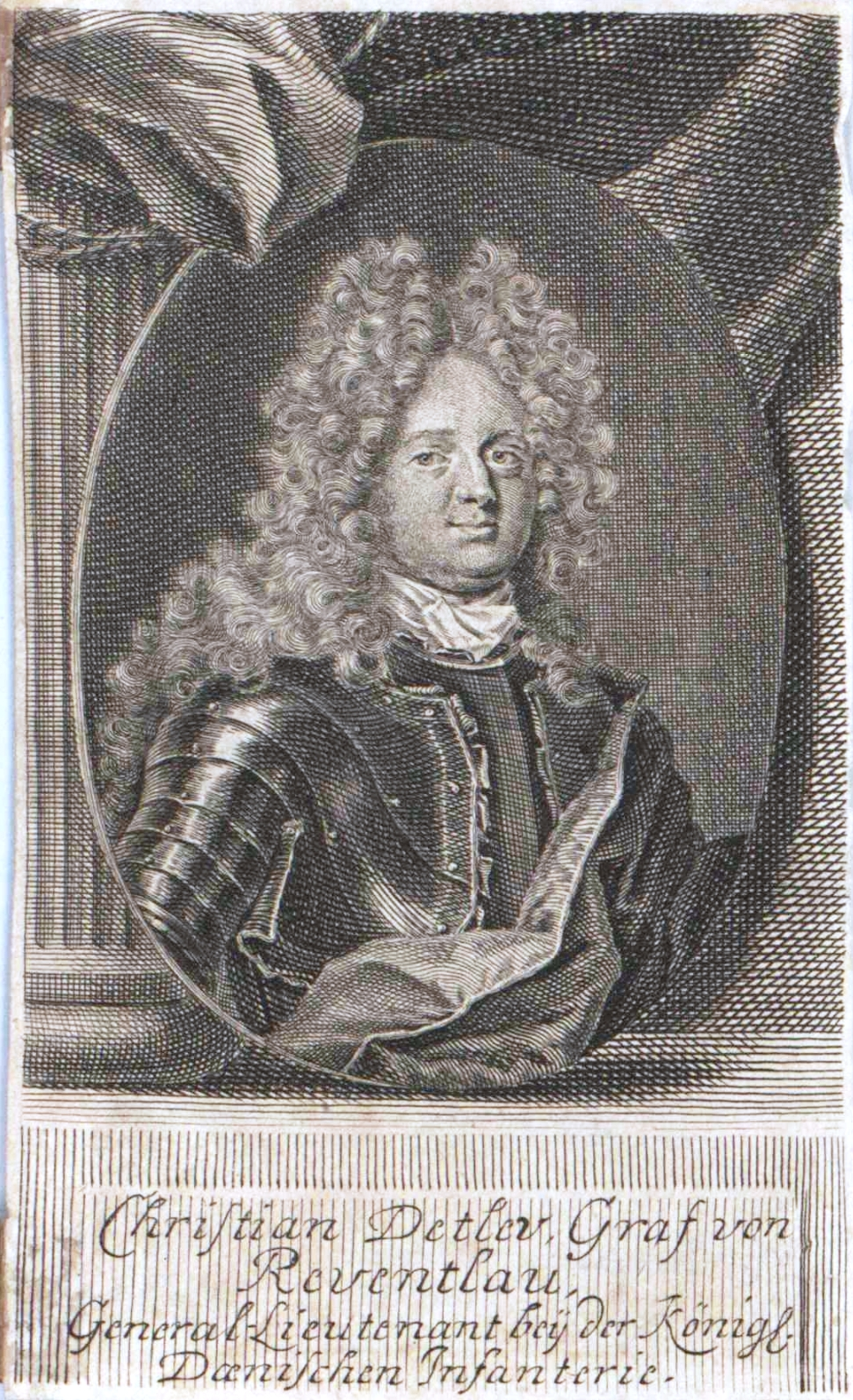
Christian Ditlev Reventlow

Altona, Bezirk Altona – okręg administracyjny w zachodniej części Hamburga. Liczy 261 213 mieszkańców (31 grudnia 2011) i ma powierzchnię 77,4 km². Przez wiele stuleci była odrębnym miastem obok Hamburga, a przez pewien okres należała nawet do państwa duńskiego, w XVII wieku krótko do Szwecji.

## Etymologia nazwy
Nazwa Altona według legendy wywodzi się stąd, że tutaj wokół pewnej gospody osiedlali się rzemieślnicy i rybacy, co dla Rady Miejskiej Hamburga było all to nah (niem. allzu nah – za blisko) granic miasta Hamburga.
Innym wyjaśnieniem nazwy miasta mogła być nazwa strumienia Altenau.

## Podział administracyjny
W skład okręgu wchodzi 14 części miasta (Stadtteil):
1. Altona-Altstadt
2. Altona-Nord
3. Bahrenfeld
4. Blankenese
5. Groß Flottbek
6. Iserbrook
7. Lurup
8. Nienstedten
9. Osdorf
10. Othmarschen
11. Ottensen
12. Rissen
13. Sternschanze
14. Sülldorf

## Historia
Od 1713 roku zarządcą (Oberpräsidentem) wówczas jeszcze oddzielnego miasta był Christian Ditlev Reventlow (1671–1738). Uczynił on z Altony kwitnący ośrodek handlu.
17 lipca 1932 r. doszło w Altonie do zamieszek między SA a w większości komunistycznymi mieszkańcami Altony, w których zginęło 18 osób. Wydarzenia te które nazwano Altonaer Blutsonntag (Krwawa niedziela Altońska) przyczyniły się do zniesienia ostatniego demokratycznego rządu Prus i osłabienia przez to Republiki Weimarskiej.
1 kwietnia 1938 Altona została przyłączona przez władze nazistowskie do Hamburga na podstawie tzw. ustawy o Wielkim Hamburgu z 26 stycznia 1937. Na Altonie znajduje się stacja Hamburg-Altona, druga co do wielkości po Hamburg Hauptbahnhof stacja kolejowa w mieście.

## Sport
- Altonaer FC von 1893 – klub piłkarski

## Galeria

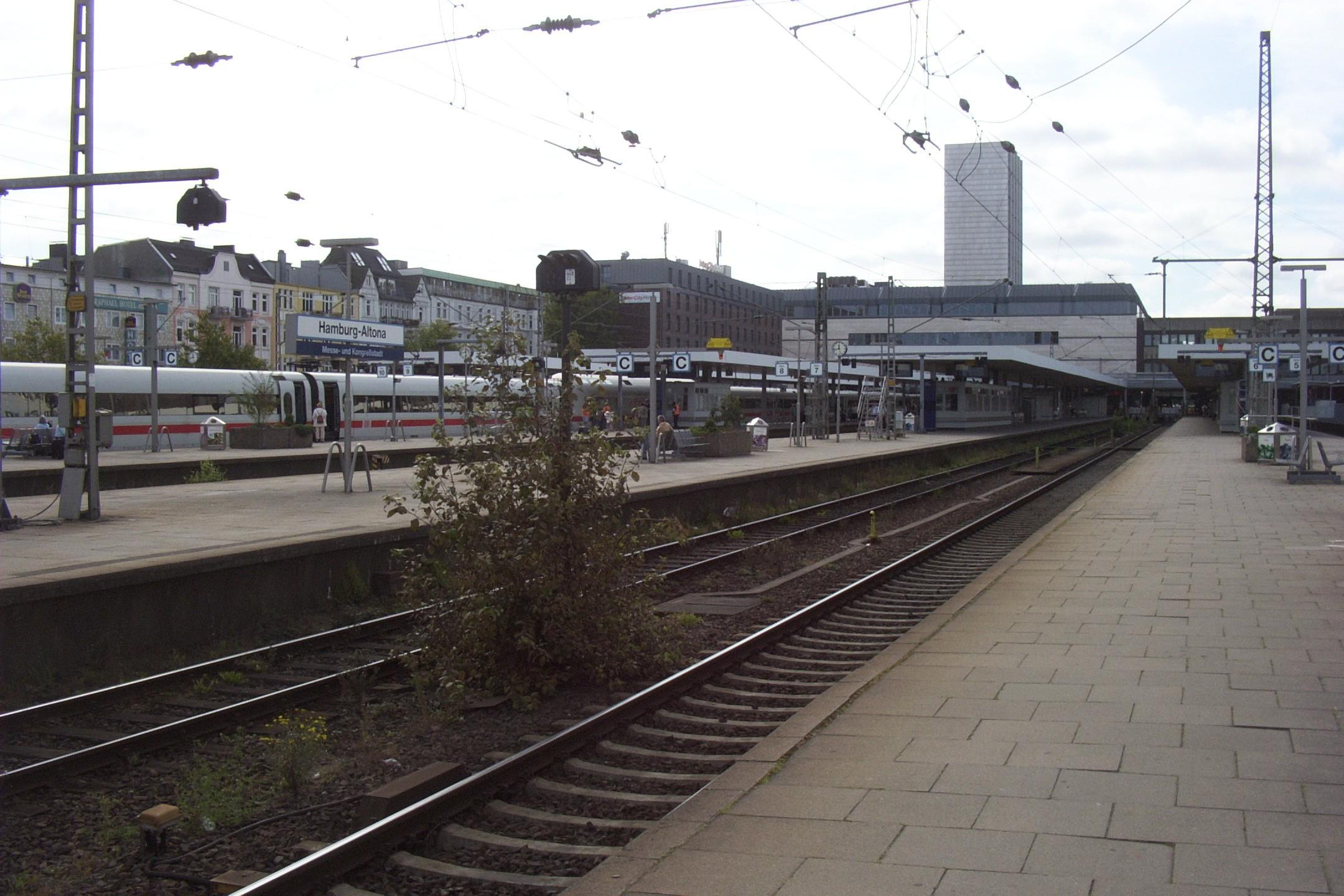
Stacja kolejowa Hamburg-Altona
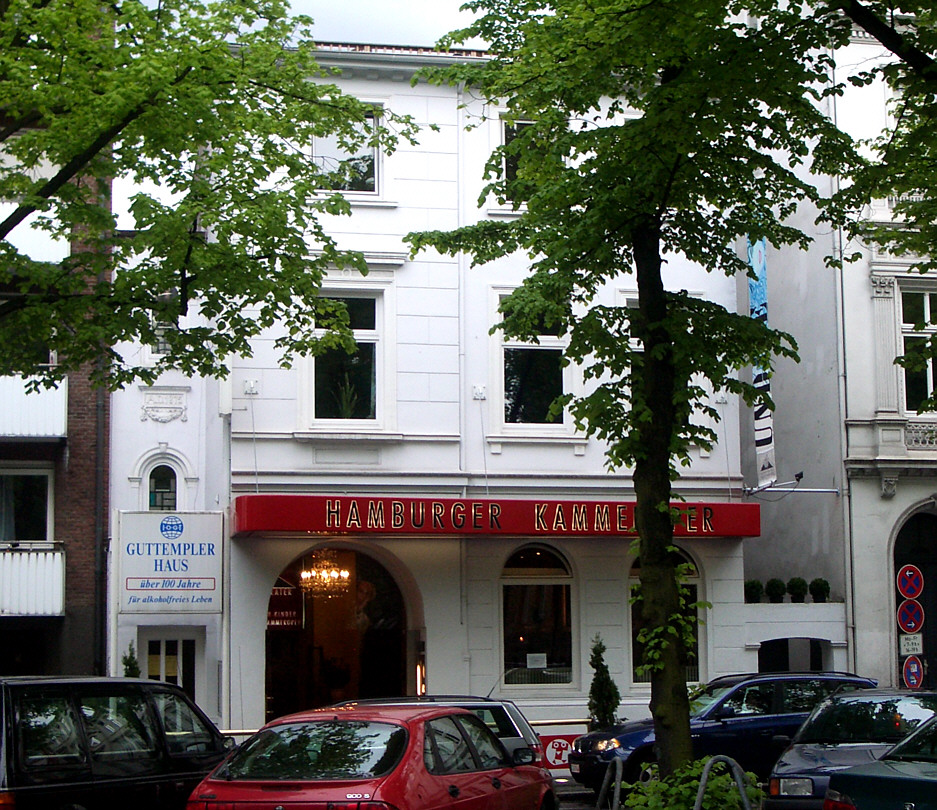
Teatr Allee
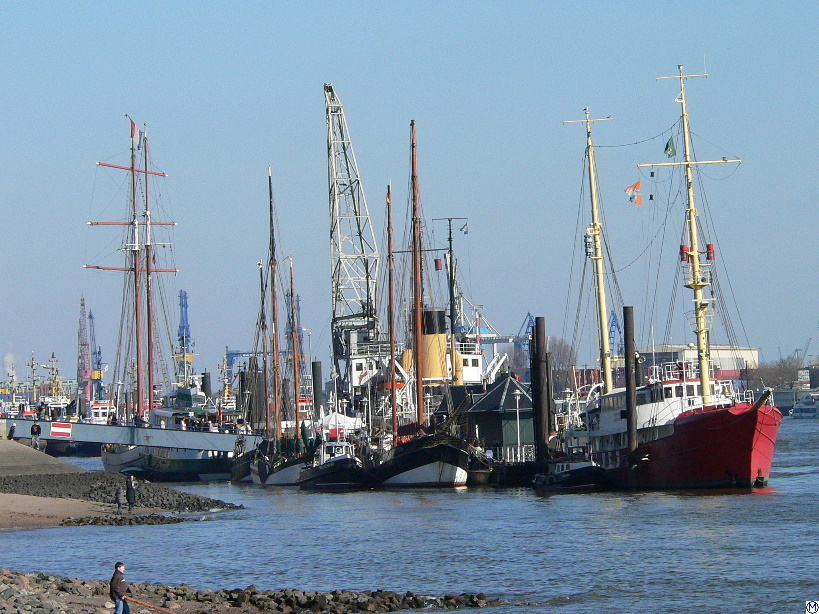
Łaba, Nabrzeże Neumühlen
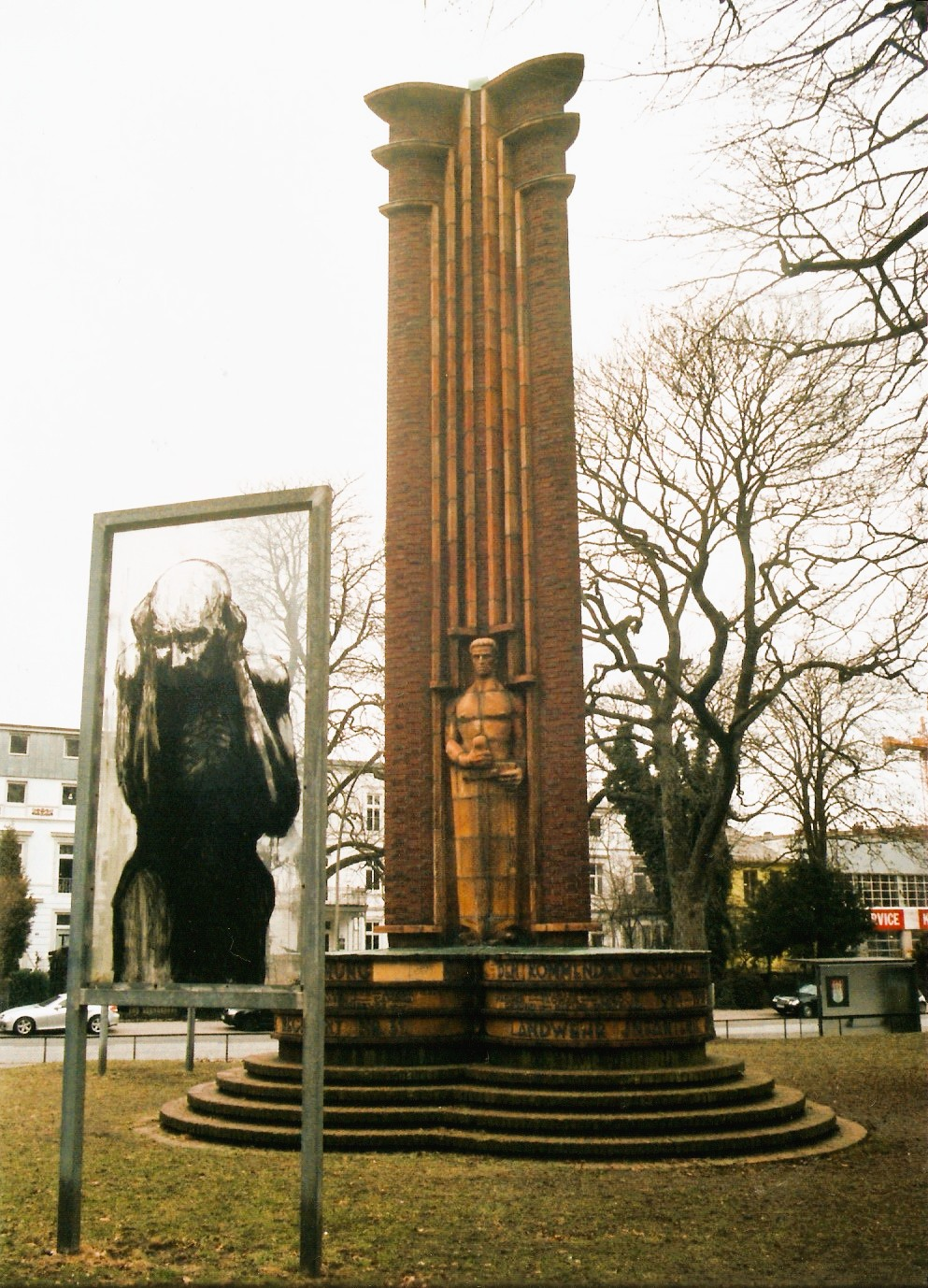
Pomnik dawnego pułku Altona